# Павшозеро (посёлок)
Павшозеро — посёлок в Вытегорском районе Вологодской области.
Входит в состав Анненского сельского поселения, с точки зрения административно-территориального деления — в Анненский сельсовет.
Расстояние по автодороге до районного центра Вытегры — 55 км, до центра муниципального образования села Анненский Мост — 25 км. Ближайшие населённые пункты — Александровское, Костручей.
По переписи 2002 года население — 466 человек (222 мужчины, 244 женщины). Преобладающая национальность — русские (97 %).